# Rzyszczewko (powiat koszaliński)
Rzyszczewko (niem.: Klein Ristow) – wieś w Polsce położona w województwie zachodniopomorskim, w powiecie koszalińskim, w gminie Polanów.
W latach 1975–1998 wieś położona była w województwie koszalińskim.
Wskazówka – występuje również wariant nazewniczy Ryszczewko.